# جواد نوروزی
جواد نوروزی (زادهٔ ۱۳۴۹ - مشهد) کوهنورد ایرانی است که در سال تابستان ۱۳۹۵ موفق به تکمیل پنج صعود منطقهٔ شوروی پیشین شد و جایزۀ پلنگ برفی را دریافت کرد. وی صعود به قلهٔ پوبدا که آخرین صعود برای تکمیل قله‌های پلنگ برفی بود را به یادبود مهدی عمیدی، نخستین برندۀ جایزۀ پلنگ برفی که از استان خراسان بود انجام داد.

## صعودها
- قله اسماعیل سامانی
- قله کورژنوسکایا
- قله پوبدا
- قله ابن سینا
- قله خان تنگری
- قله آیلند پیک
- قله آرارات
- قله اورست